# Nancy Siraisi
Nancy Gillian Siraisi (née en 1932) est une historienne américaine de la Médecine et professeure émérite d'histoire au Hunter College  et à la City University de New York .

## Biographie
Née en 1932 à Catterick dans le Yorkshire, Nancy Siraisi obtient un BA (1953) et une MA (1958) de l'Université d'Oxford et un doctorat (1970) de la City University de New York. Elle est professeure d'histoire au Hunter College (1970-2003) et au Graduate Center (1976-2003) de la City University of New York.
Nancy Siraisi est une spécialiste de l'histoire de la médecine et des sciences du Moyen Âge et de la Renaissance. Ses recherches portent sur ces deux domaines distincts, de son premier livre sur le cursus universitaire à Padoue au Moyen Âge à son travail final sur le rôle des médecins dans l'écriture de l'histoire à la Renaissance.
Par ses nombreuses publications et activités professionnelles, Nancy Siraisi contribue à l'essor de l'histoire des sciences et de la médecine tout en favorisant l'interaction étroite et continue de ces domaines avec l'histoire « dominante », notamment par son enseignement fidèle de l'histoire générale du Moyen Âge et de la Renaissance et son insistance sur une contextualisation soignée.
En 1997, elle est élue à la Société américaine de philosophie . Elle reçoit la Médaille George-Sarton en 2003 et la Bourse MacArthur en 2008 . En 2010, elle reçoit le prix Charles Homer Haskins par l'American Council of Learned Societies ,.

## Publications
- Taddeo Alderotti et ses élèves : Deux générations d'apprentissage médical italien, Livres à la demande, 1981, (ISBN 978-0-7837-9445-7)
- L'horloge et le miroir : Girolamo Cardano et la médecine de la Renaissance, Princeton University Press, 1997, (ISBN 978-0-691-01189-9)
- La médecine et les universités italiennes, 1250-1600, BRILL, 2001, (ISBN 9789004119420)
- Histoire, médecine et traditions de l'apprentissage de la Renaissance, University of Michigan Press, 2007, (ISBN 978-0-472-11602-7)
- Communautés d'expérience savante : médecine épistolaire à la Renaissance . Presse universitaire Johns Hopkins, 2013, (ISBN 978-1421407494)
- Particularités naturelles : la nature et les disciplines dans l'Europe de la Renaissance, éditeurs Anthony Grafton, Nancy G. Siraisi, MIT Press, 1999, (ISBN 978-0-262-07193-2)
- Historia: empirisme et érudition au début de l'Europe moderne, éditeurs Gianna Pomata, Nancy G. Siraisi, MIT Press, 2005, (ISBN 978-0-262-16229-6)